# ليلي مظاهري
ليلي مظاهري (من مواليد 10 أكتوبر 1972) محامية إيرانية أمريكية شُطبت من جدول المحامين، كانت في السابق ناشطة في مجال حقوق الإنسان،  وأصلها من إيران. هي مديرة لشركة «مظاهري للمحاماة» ومؤسسة ورئيس معهد الحقوق القانونية (LRI)، وهي منظمة غير حكومية.

## نظرة عامة
استلمت ليلي مظاهري الدكتوراة في عام 1999 وأُدخلت إلى بار مقاطعة كولومبيا في 2 ديسمبر 2002. وقد تم فصلها في فبراير 2014  بسبب تشوية صورة ضحايا حقوق الإنسان البارزين، بما في ذلك أحمد باتيبي. 
قبل شطبها من جدول المحامين، ركزت ممارسة مظاهري في المقام الأول على قانون الهجرة. ساعدت الأفراد الذين كانوا ضحايا انتهاكات حقوق الإنسان في إيران وبلدان أخرى في شمال أفريقيا والشرق الأوسط وآسيا.  كما دعت مظاهري إلى المساواة في الحقوق بين النساء في البلدان الإسلامية، بما في ذلك إلغاء الرجم كشكل من أشكال الإعدام وجرائم الشرف.

## الشطب بسبب الانتهاكات الأخلاقية
في 4 أكتوبر 2013، أوصى مجلس المسؤولية المهنية لمحكمة الاستئناف في مقاطعة كولومبيا  بأن تقوم محكمة الاستئناف التابعة لمحكمة مقاطعة كولومبيا بشطب مظاهري من جدول المحامين وإعادة دفع التعويض بمبلغ 241.92 دولار بالإضافة إلى الفائدة على أعمال خيانة الأمانة المتعددة الناجمة عن تمثيلها من المدافعين عن حقوق الإنسان أحمد باتيبي وكيانووش سانجاري وسوء إدارة الأموال المتعلقة بإعدام أكرم مهداوي. وجد المجلس أن مظاهري قد انخرطت في «نمط خيانة الأمانة» في هذه الأمور الثلاثة وكشف أسرار العميل. كما وجد مجلس الإدارة أن «الانتهاكات الأخلاقية ل» مظاهري «هي بكل بساطة خطيرة للغاية، ومتعددة جدًا، وتؤثر بشكل كبير على عدد كبير من الأشخاص»، وأنها قدمت بيانات كاذبة إلى نقابة المحامين، وفي جلسة الاستماع، وشهادة الزور الملتزمة والسرقة فيما يتعلق بالتعامل مع الأموال المخصصة باتيبي، باتيبي، تهرب سنجاري وباتيبي عندما طلبت معلومات حول طلبات اللجوء الخاصة بهم وارتكبوا الخداع بشأن التبرعات المخصصة للمهدوي. في فبراير 2014، وافقت مظاهرى على شطبها وتم فصلها بعد ذلك.

## روابط خارجية
- https://twitter.com/lilymazahery/
- https://www.scribd.com/doc/57539441/Mazahery-HC-Brief-3-11-11-With-TOC
- http://www.dcbar.org/file-not-found.cfm
- * [[Order of Disbarment, District of Columbia Court of Appeals]]
- http://www.stophonourkillings.com/?name=News&file=article&sid=261
- https://web.archive.org/web/20080820044022/http://eteraz.org/story/2006/12/20/205522/20
- https://www.nytimes.com/2008/07/13/world/middleeast/13dissident.html
- https://www.linkedin.com/in/lilymazahery/
- https://www.villagevoice.com/2006/09/19/a-marriage-made-in-hell/
- http://link.brightcove.com/services/player/bcpid1184614595?bctid=1688393577
- http://www.breakingtweets.com/2009/05/01/delara-darabi-executed-in-iran/
- http://www.breakingtweets.com/2009/05/11/roxana-saberi-freed-from-iranian-prison/
- http://www.savedelara.com/Mazahery_Darabi11.html
- http://washingtonlife.com/2009/07/24/hot-flat-and-shrouded/
- http://dangerouslyirrelevant.org/2009/07/fun-in-new-york-city---day-1-of-the-world-technology-summit.html
- http://www.vizardofthevestside.com/2009/07/nou-stallgia.html
- http://sarahpal.in/iran-election-live-blogging-saturday-june-20/sarahpalin/
- http://www.charged.co.za/latest-news/violence-escalates-in-iran-first-deaths-reported-communication-cut-off
- http://garybaumgarten.blogspot.com.eg/2008/09/iran-continuing-threat-to-world.html